# Ropalidia crassa
Ropalidia crassa är en getingart som beskrevs av Vecht 1941. Ropalidia crassa ingår i släktet Ropalidia och familjen getingar. Inga underarter finns listade i Catalogue of Life.